# Darkchylde
 (septembre 2019).
Si vous disposez d'ouvrages ou d'articles de référence ou si vous connaissez des sites web de qualité traitant du thème abordé ici, merci de compléter l'article en donnant les références utiles à sa vérifiabilité et en les liant à la section « Notes et références ».
Darkchylde est un personnage de fiction créé par Randy Queen en 1996. Il est publié à l'origine par Maximum Press, puis par Image Comics à travers Homage Comics, un label de Wildstorm. Les projets suivants sont édités par Darkchylde Entertainment.

## Biographie fictive
C'est l'histoire d'une adolescente "Ariel Chylde" damnée qui doit sauver son village des démons.
La version manga est sortie en 2005 chez Dark Horse Comics.

## Publications
- 1996 : Darkchylde no 1-5 (Scénario et dessin :  Randy Queen ; Image Comics/ Wizard magazine)
- 1997 : Darkchylde Diary
- 1997 : Darkchylde ½
- 1998 : Darkchylde no 0
- 1999 : Darkchylde Battlebook: Streets Of Fire (Darkchylde Entertainment)
- 2000 : Darkchylde: Redemption ½, no 1-3 (Darkchylde Entertainment)
- 2000 : Dreams of the Darkchylde no 1-6 (Scénario : Randy Queen et dessin : Brandon Peterson ; Darkchylde Entertainment)
- 2002 : Darkchylde: The Legacy no 1-3 (Scénario et dessin : Randy Queen ; Darkchylde Entertainment)
- 2005 : Manga Darkchylde no 0, 1-5 (Scénario et dessin : Randy Queen ; Dark Horse Comics)[2]

### Cross-over publications
- 1998 : Painkiller Jane/Darkchylde no 1 (Event Comics)
- 2000 : Witchblade/Darkchylde no 1 (Top Cow)

## Autres dessinateurs et scénaristes
- Jason Gorder, Keu Cha, Andy Owens, David Finch, Sal Regla, Jimmy Yu, Brett Evans, Richard Friend, Ed Roeder, Ed Benes

## Produits dérivés

### Cinéma
En 2010, un projet d'adaptation en film est annoncé avec John Carpenter au poste de réalisateur,.

### Roman
En 2015, Randy Queen écrit le premier tome d'une série de romans intitulé Darkchylde: The Ariel Chylde Saga.

### Figurine
Une figurine a été réalisée par la société ToyFare.